# Giovanni Maggiò
Giovanni Francesco Maggiò (Pisogne, 27 giugno 1929 – Caserta, 9 ottobre 1987) è stato un imprenditore e dirigente sportivo italiano.
Gli è stata intitolata una struttura sportiva, il PalaMaggiò, sita nel comune di Castel Morrone oltre a una piazza nel Comune di Caserta in frazione Mezzano.  

## Biografia
Storico presidente della Juvecaserta Basket, compagine casertana di pallacanestro maschile che ha portato a due finali scudetto (nel 1985-86 e nel 1986-87, una finale di Coppa Italia (1983-84, persa contro la Virtus Bologna) e una di Coppa Korać (1985-86, persa contro la Virtus Roma).
È stato anche presidente della Camera di Commercio e della Unione degli Industriali di Caserta e presidente della Federazione degli sport Equestri della Campania. Al medesimo è dedicato un torneo nazionale di equitazione che si teneva annualmente nei giardini della Reggia di Caserta nel mese di giugno ed un torneo di pallacanestro che si gioca in pre-campionato ogni stagione.
Costruì nel 1982 il PalaMaggiò a Castel Morrone, alle porte di Caserta, in soli 100 giorni.

## Riconoscimenti
Dal 2012 è entrato a far parte dell'Italia Basket Hall of Fame.